# Nowruz

Chữ Năm mới Nowruz viết cách điệu

Nowrūz (tiếng Ba Tư: نوروز, IPA: [nouˈɾuːz], nghĩa là "Ngày mới") là tên gọi Năm mới của người Iran/Ba Tư, theo lịch Iran với các lễ kỷ niệm truyền thống. Nowruz cũng được gọi một cách rộng rãi là "Năm mới Ba Tư", "Tết Ba Tư".
Nowruz đánh dấu ngày đầu tiên của mùa xuân và bắt đầu năm mới theo lịch Iran. Nó được tổ chức vào ngày Xuân phân ở Bắc bán cầu, thường rơi vào ngày 21 tháng 3 hay ngày trước hoặc ngày sau đó, tùy theo nơi cử hành. Nowruz cũng là một ngày lễ Hỏa giáo và có ý nghĩa quan trọng trong nguồn gốc Hỏa giáo của người Iran hiện nay, nó cũng được tổ chức ở nhiều phần khác tại tiều lục địa Nam Á với vị thế là Năm mới. Thời điểm Mặt Trời đi qua xích đạo địa cầu và cân bằng ngày đêm được tính chính xác hàng năm và các gia đình người Iran khi đó quây quần bên nhau để cử hành các nghi lễ.
Nowruz cũng là một ngày linh thiêng của người Sufi, người Ismail, người Alawi, người Alevi, người Babi và các môn đồ Bahá'í, và là ngày nghỉ lễ chính thức tại nhiều quốc gia như Kurdistan, Albania, Azerbaijan, Gruzia, Kosovo, Kyrgyzstan, Iran, Iraq, Kazakhstan, Mông Cổ, Tajikistan, Turkmenistan, Uzbekistan ... và người Kurd hải ngoại.
Đại hội đồng Liên Hợp Quốc vào năm 2010 đã công nhận Ngày Quốc tế Nowruz, miêu tả đây là một lễ hội mùa xuân có nguồn gốc Ba Tư và đã được tổ chức trong trên 3.000 năm. Trong cuộc họp của Ủy ban Liên Chính phủ về Bảo vệ Di sản văn hóa phi vật thể của Liên Hợp Quốc, được tổ chức từ ngày 28 tháng 9 – 2 tháng 10 năm 2009 tại Abu Dhabi, Nowrūz đã chính thức được liệt vào Danh sách di sản văn hóa phi vật thể đại diện của nhân loại của UNESCO.

### Haft Sin và Haft Mewa

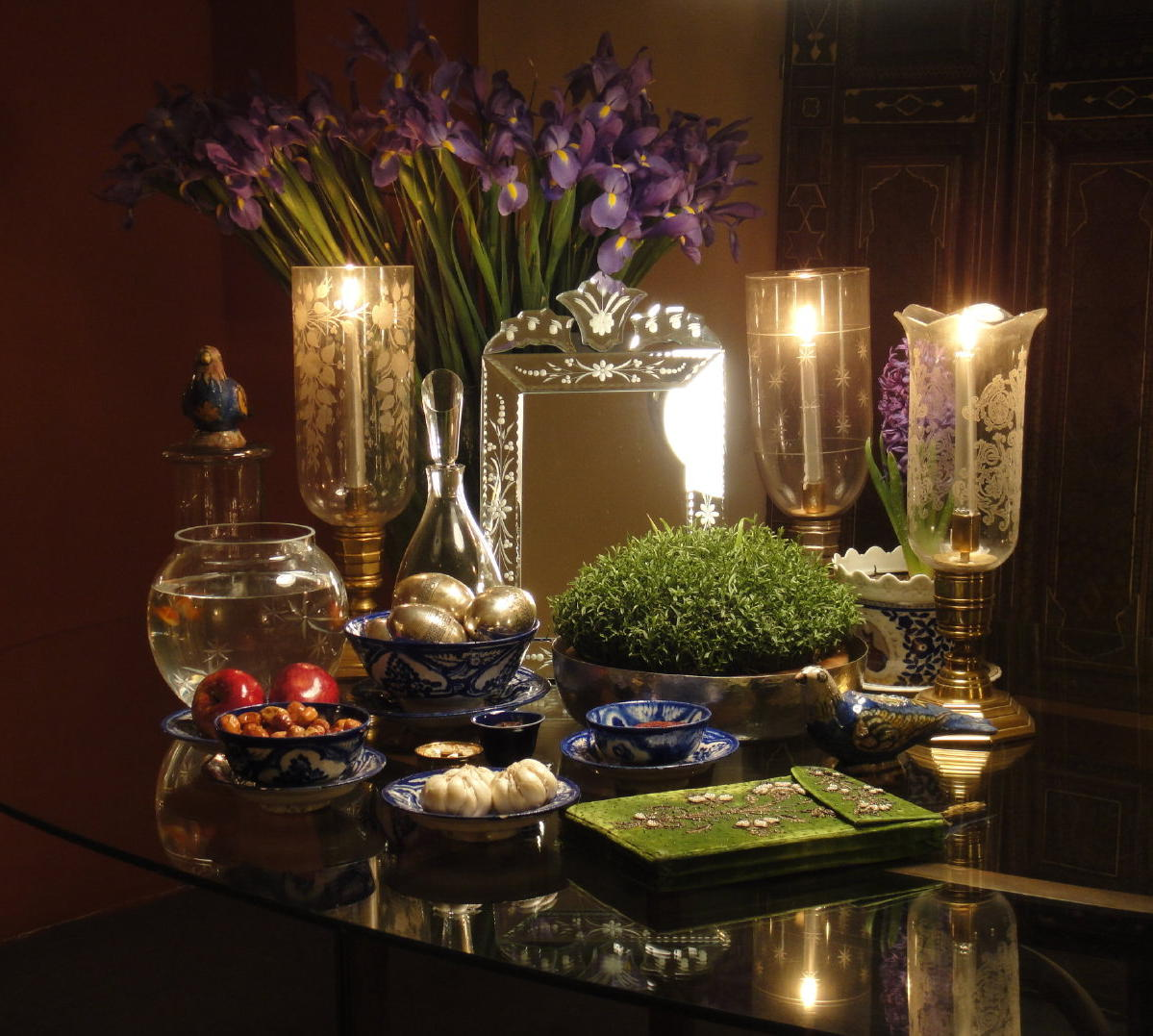
Haft Sin

### Lửa

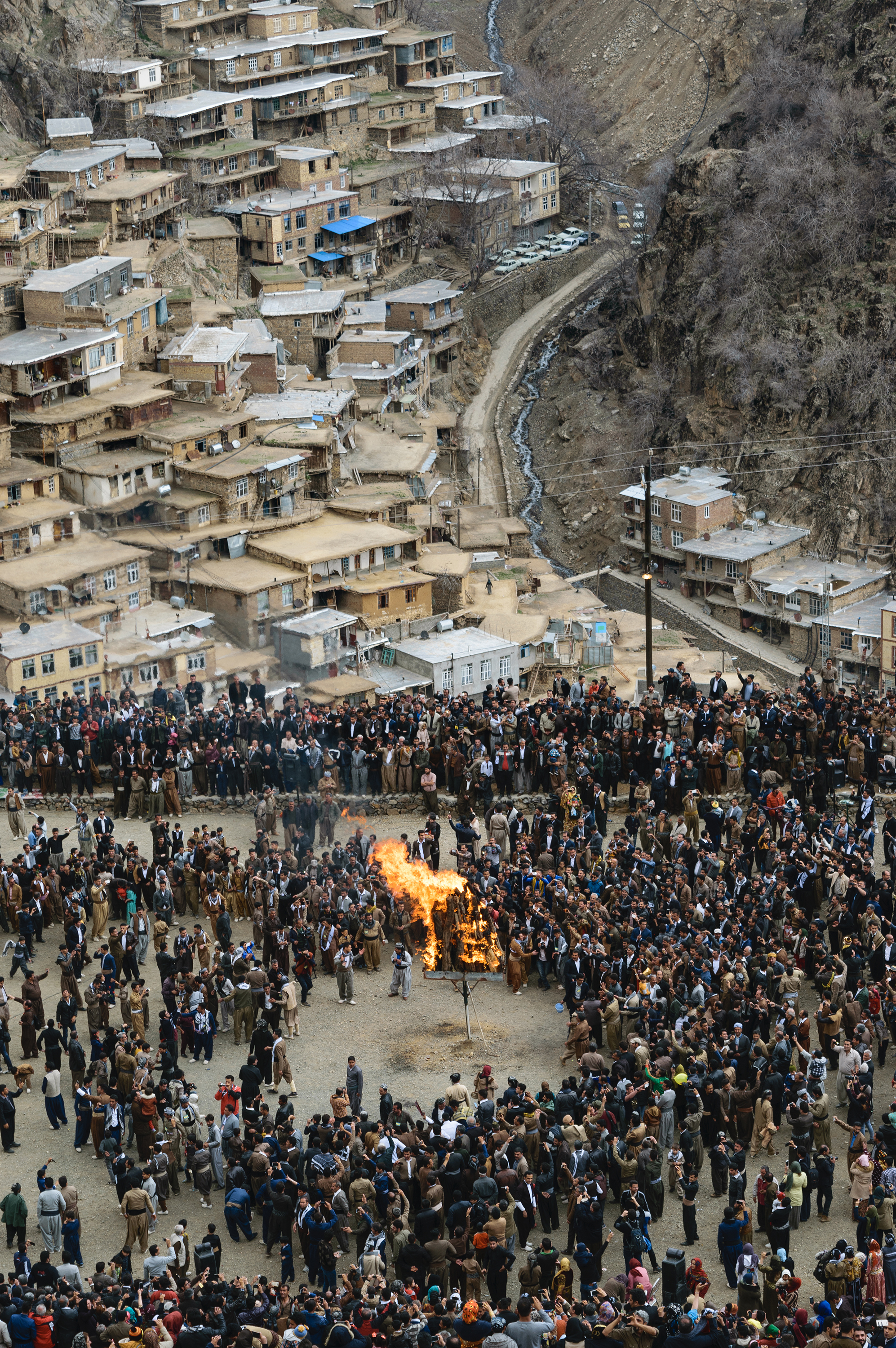
Đốt lửa nghi lễ Nowruz ở Kurdistan, nay thuộc Iran